# كأس التحدي الأوروبي 2006–07
كأس التحدي الأوروبي 2006–07 (بالإنجليزية: 2006–07 European Challenge Cup)‏ هو الموسم 11 من  كأس التحدي الأوروبي. أقيم خلال الفترة 20 أكتوبر 2006 وحتى 19 مايو 2007، وبمشاركة  20 فريقاً، وفاز فيه ASM Clermont Auvergne ‏.